# Llista de monuments del Camp de Tarragona
Llista de monuments del Camp de Tarragona inclosos en l'Inventari del Patrimoni Arquitectònic Català per l'àmbit territorial del Camp de Tarragona. Inclou els inscrits en el Registre de Béns Culturals d'Interès Nacional (BCIN) amb una classificació arquitectònica, els Béns Culturals d'Interès Local (BCIL) immobles i la resta de béns arquitectònics integrants del patrimoni cultural català.
L'any 2009, el Camp de Tarragona tenia 278 béns culturals d'interès nacional, entre ells 234 monuments històrics, 9 conjunts històrics i 1 jardí històric, a més de les zones arqueològiques i paleontològiques.
Són Patrimoni de la Humanitat onze monuments arquitectònics i arqueològics romans que formen part del conjunt arqueològic de Tàrraco, i el Monestir de Poblet. A més, el nucli antic de Tarragona, a la part alta de la ciutat, és un dels conjunts històrics declarats BCIN. El jardí històric és el Parc Samà de Cambrils.
Les llistes estan dividides per comarques, desglossades en llistes municipals en els casos més estesos. S'inclou la comarca del Baix Penedès que per llei del 14 de juliol del 2010 passarà al nou àmbit territorial del Penedès, pendent de constituir.
- Llista de monuments de l'Alt Camp
  - Llista de monuments d'Aiguamúrcia
  - Llista de monuments d'Alcover
  - Llista de monuments del Pla de Santa Maria
  - Llista de monuments de Valls
- Llista de monuments del Baix Camp
  - Llista de monuments d'Almoster
  - Llista de monuments de Cambrils
  - Llista de monuments de Reus
  - Llista de monuments de la Selva del Camp
- Llista de monuments del Baix Penedès
  - Llista de monuments de l'Arboç
- Llista de monuments de la Conca de Barberà
  - Llista de monuments de l'Espluga de Francolí
  - Llista de monuments de Montblanc
  - Llista de monuments de Pontils
  - Llista de monuments de Santa Coloma de Queralt
  - Llista de monuments de Sarral
- Llista de monuments del Priorat
  - Llista de monuments de Cornudella de Montsant
  - Llista de monuments de Falset
  - Llista de monuments de Porrera
- Llista de monuments del Tarragonès
  - Llista de monuments de Constantí
  - Llista de monuments de la Secuita
  - Llista de monuments de Tarragona

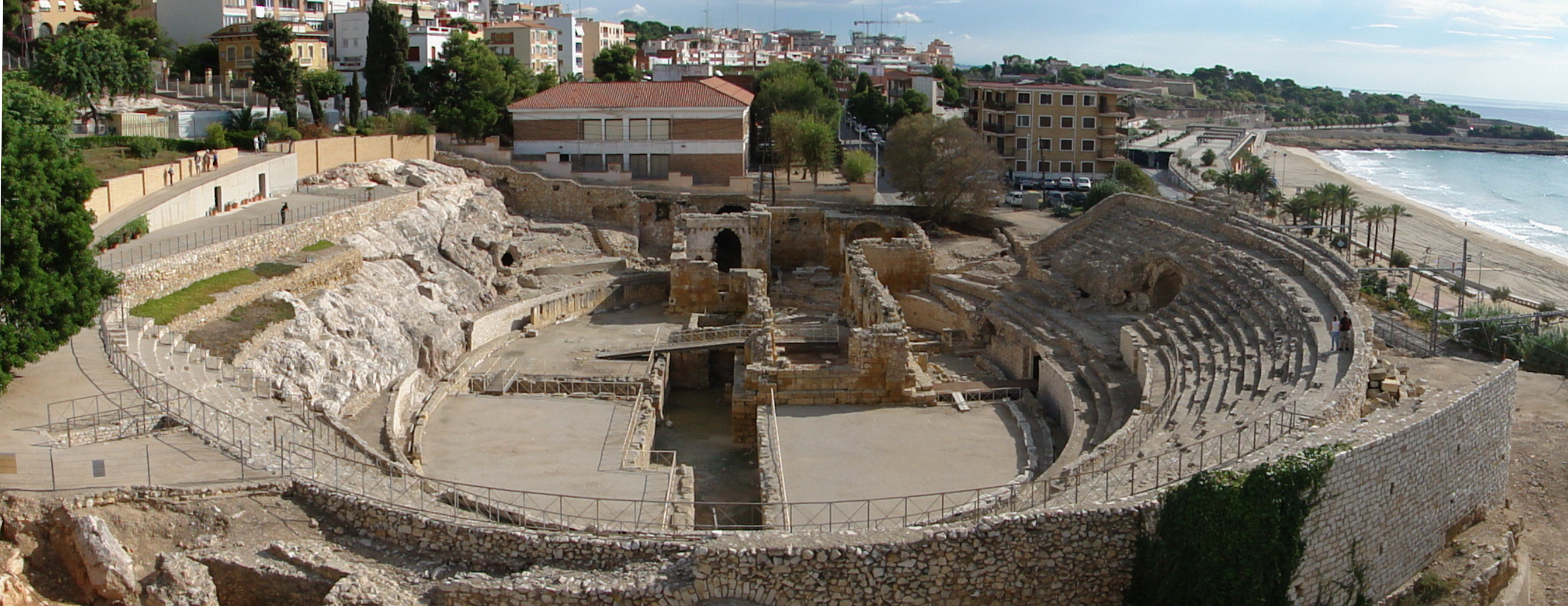
Amfiteatre de Tarragona
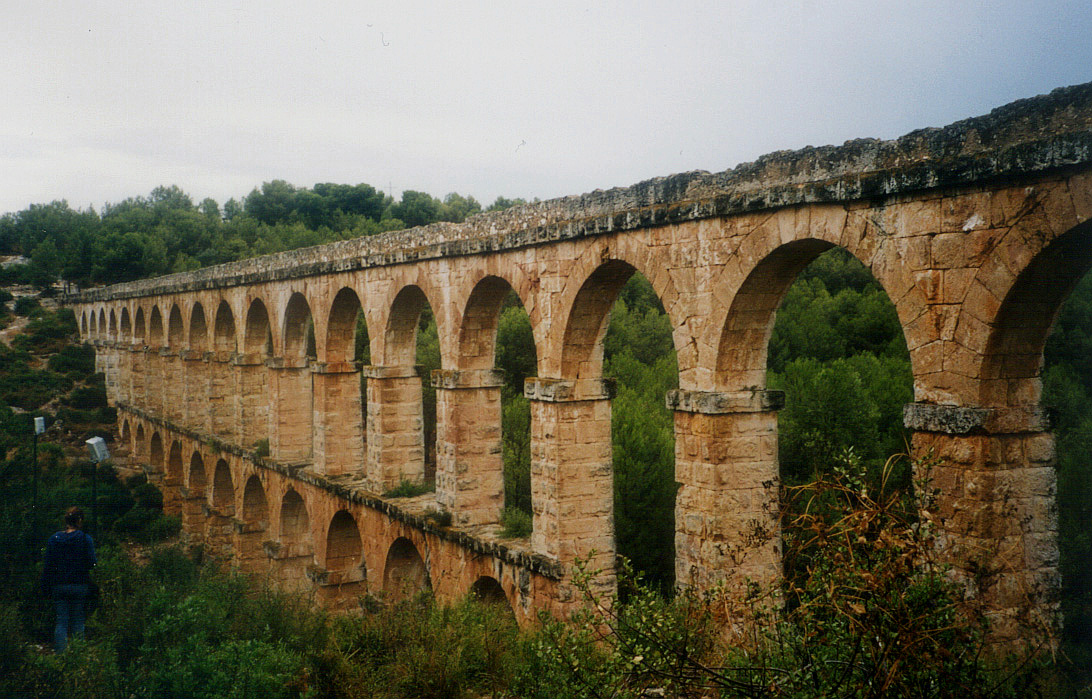
Aqüeducte de les Ferreres
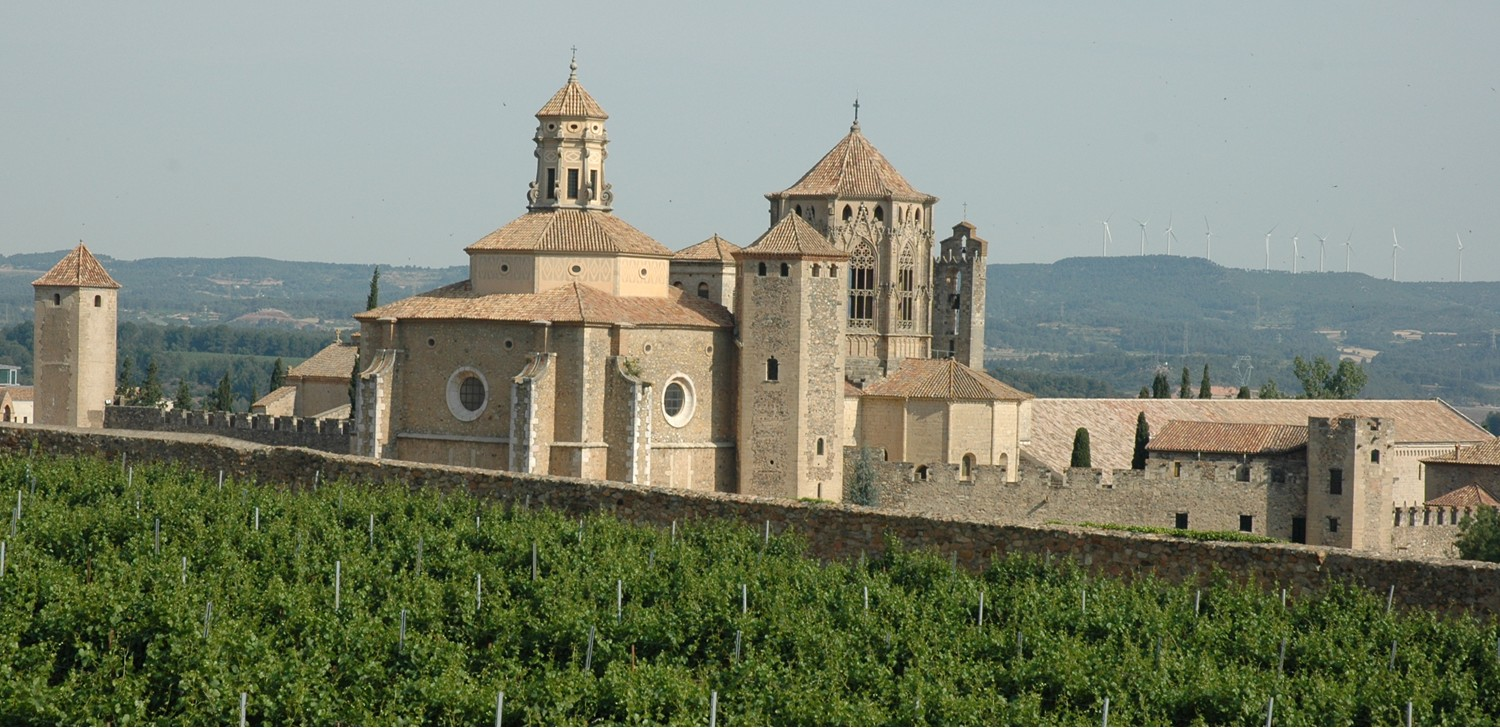
Monestir de Poblet